# Manuel Requena de la Dueña
Manuel Requena de la Dueña, más conocido como Requena, (nacido el 10 de febrero de 1976) en Cartagena (Región de Murcia), es un entrenador español de fútbol. Actualmente es segundo entrenador del Mérida Asociación Deportiva.

## Trayectoria

### Entrenador
Manuel Requena de la Dueña ha dirigido a varios equipos de las bases del Real Murcia y pasa a dirigir al Real Murcia CF Imperial en la Segunda División B tras la marcha de José Miguel Campos al primer equipo del Real Murcia tras la destitución de Javier Clemente en diciembre de 2008.
En febrero de 2012 pasa a ser director deportivo de las bases de la EFB Pinatar. Además es colaborador del Getafe Club de Fútbol en la Región de Murcia y profesor de la Federación de Fútbol de la Región de Murcia.
En la temporada 2012/2013 se hace con el cargo de director formativo de las bases del Lorca Fútbol Base.
En mayo de 2013 se convierte en segundo entrenador del FC Cartagena. El técnico llega de la mano de José Miguel Campos, con el que había trabajado en las bases del Real Murcia.
En la temporada 2013/2014 se convierte en segundo entrenador de La Hoya Lorca CF y Director formativo de las bases del Lorca Fútbol Base, donde estaría durante dos temporadas.
En la temporada 2015/2016 se convierte en segundo entrenador de Granada Club de Fútbol "B", junto a José Miguel Campos, con el que había trabajado en el Real Murcia y la La Hoya Lorca CF.
En la temporada 2016/2017, vuelve a acompañar a José Miguel Campos, para ser segundo entrenador del Mérida Asociación Deportiva.